# Віденський вальс
Віденський вальс — бальний танець, швидкий різновид вальсу. Назва походить від «Віденського конгресу», на якому цей танець виконано вперше.[джерело?]
Основа танцю — стародавні рухи, які пішли від примітивних народних танців Австрії та Німеччини. Протягом багатьох століть пари танцювали, обертаючись навколо, практично на одному місці, тримаючись близько один до одного. Наприкінці XVIII та на початку XIX століть ці танці поширилися із селищ у міста. Там танці виконувались вже у великих танцювальних залах. З танцю на одному місці Віденський вальс почав перетворюватись у танець на великих площах.
Музику для Віденського вальсу писали такі відомі композитори як батько та син Штрауси, Франц Легар, Франц Шуберт, Фридерик Шопен, Гектор Берліоз, Карл Вебер та інші.

## Назва
Програма бальних танців включає два схожих танці: вальс та віденський вальс. Однак, саме віденський вальс є тим танцем, який в Україні та в інших країнах континентальної Європи відомий під назвою вальс. Той танець, який серед бальних танців називається вальсом, в Європі називають повільним вальсом або англійським вальсом. Причиною такої плутанини є те, що першими змагання з бальних танців проводили англійці, які називали вальсом англійський повільний різновид танцю, а звичний для українців та німців швидкий танець називали віденським вальсом. 
| мистецтво | Це незавершена стаття з мистецтва. Ви можете допомогти проєкту, виправивши або дописавши її. |